# Jan Boner

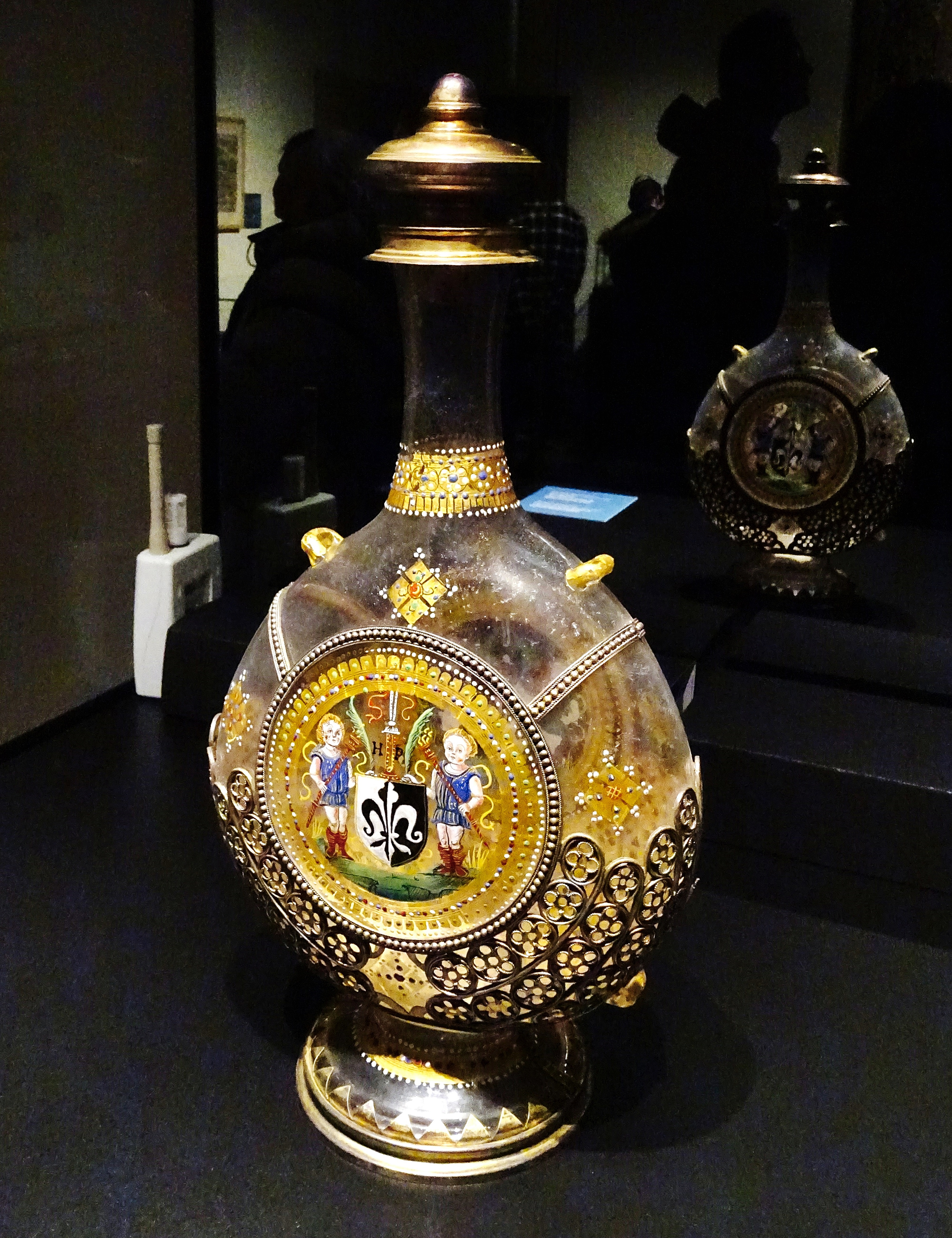
Flasza pielgrzymia z herbem Jana Bonera – ze zbiorów Musée des Beaux-Arts w Lyonie, ekspozycja na Zamku Królewskim na Wawelu w 2023 roku

Jan Boner (Hans Boner, Johann Boner) herbu Bonarowa z Landau in der Pfalz (ur. 1462, zm. 15 grudnia 1523 w Krakowie) – kupiec krakowski i bankier królewski, żupnik wielicki, wielki żupnik olkuski i dzierżawca olbory olkuskiej w latach 1508–1523, żupnik chęciński, burgrabia i wielkorządca zamku krakowskiego, w 1522 roku, starosta oświęcimski, krzeczowski, ojcowski, rabsztyński.
Ożeniony ze Szczęsną Morsztynówną, zięć Stanisława Morsztyna rajcy krakowskiego. Miał trzech braci, Fryderyka i Jakuba Andrzeja (zm. 1517) kupców i bankierów oraz Andrzeja Fabiana humanistę i poetę.

## Życiorys
Jan Boner wywodził się z Alzacji. Wraz z braćmi Jakubem i Fryderykiem w drugiej połowie XV wieku osiedlił się we Wrocławiu. 7 lutego 1483 roku Jan Boner wyemigrował do Krakowa, gdzie przed radą miejską złożył przysięgę stając się obywatelem miasta. Był założycielem polskiej gałęzi rodu Bonerów – rodziny mieszczańskiej w późnym średniowieczu osiedlonej na Śląsku i w Małopolsce, której przedstawiciele od XV wieku odgrywali ważną rolę na dworze Jagiellonów. W 1498 roku stał się członkiem rady miejskiej w Krakowie, a w 1522 wszedł w skład 6-osobowej komisji zarządzającej miejską kasą. W 1506 był posłem miasta Krakowa na elekcję króla Zygmunta Starego. W 1508 na mocy umowy z rodziną Bełzów wszedł w posiadanie kaplicy św. Ducha w Kościele Mariackim, przekształcając ją w kaplicę pw. św. Jana Chrzciciela jako mauzoleum rodzinne. Do tego kościoła ufundował również zachowane do dziś stalle przeznaczone dla członków rady miejskiej.
Mieszkając w Królestwie Polskim dorobił się w czasach panowania Aleksandra Jagiellończyka wielkiego majątku na papierniach w Balicach, Bonarce i Kamieniu, będąc równocześnie na mocy królewskiego przywileju wraz z Kacprem Berem i Janem Turzo dostawcą srebra do mennicy królewskiej. Doprowadził do rozdziału majątku państwowego od finansów prywatnych króla. Wielokrotnie powiększył majątek za czasów Zygmunta I Starego przejmując różne nieruchomości głównie za niespłacone pożyczki bankowe. Był właścicielem ogrodu za Bramą Mikołajską, kamienic w Krakowie, Lwowie i Poznaniu. W 1515 został zarządcą żup solnych w Wieliczce, rok wcześniej w 1514 roku uzyskał dla siebie polski indygenat i herb szlachecki Bonarowa. W 1522 został wielkorządcą krakowskim.
Będąc bezdzietnym, cały majątek wraz z piastowanymi urzędami przekazał bratankowi Sewerynowi Bonerowi (1486–1549).

### Literatura dodatkowa
- Włodzimierz Budka: Boner Jan. W: Polski Słownik Biograficzny. T. 2: Beyzym Jan – Brownsford Marja. Kraków: Polska Akademia Umiejętności – Skład Główny w Księgarniach Gebethnera i Wolffa, 1936, s. 297–299. Reprint: Zakład Narodowy im. Ossolińskich, Kraków 1989, ISBN 83-04-03291-0